# AtoM
ICA-AtoM, després de la versió 2.x anomenat solament AtoM, és un sistema de gestió d'arxius de codi obert i lliure (GPL versió 2) creat el 2008 per a la descripció de documents d'arxiu sota la direcció del Consell Internacional d'Arxius (ICA). El seu nom significa Consell Internacional d'Arxius en les seues sigles en anglès (ICA) i accés a la memòria, Access to memory (AtoM).

## Història del desenvolupament
El projecte s'inicià amb l'informe de 2003 del Comitè del CIA sobre Tecnologia de la Informació. Aquest informe establí els requisits per al funcionament d'un programa informàtic referit com OSARIS que va fracassar per la falta de finançament.
En 2005, la UNESCO en el marc del programa IFAP finança amb 45.000 euros al Grup de Treball de Drets Humans del CIA perquè creara una "guia en línia per a fonts d'arxiu relacionats amb violacions de drets humans". La combinació d'ambdós projectes va ser aprovada per la Secretaria del CIA i es tirà avant el projecte sota la coordinació per part de l'Institut Neerlandès per a la Recerca en Arxius (Archiefschool) i el desenvolupament per part de Peter Van Garderen, de l'empresa Artefactual Systems. Respecte el nom, l'aleshores Secretari general del CIA Joan van Albada va triar el nom AtoM.
El 2006 es van crear els dos primers prototips de l'ICA-AtoM: alfa liberian 0.1 i 0.2. El desenvolupament es completà el 2008 amb el suport del finançament addicional dels Arxius del Grup del Banc Mundial, Archiefschool, la Direction des Archives de France i el Centre de documentació dels Emirats Àrabs Units. El mes de juliol va ser presentat la versió beta 1.0 del programa en el Congrés del CIA realitzat a Kuala Lumpur. Es van distribuir còpies del programa via CDs a més trenta institucions d'arreu del món relacionades amb CIA per a fer proves amb aquest programa.
Passà un període de proves en les diverses versions beta que desembocaren en la primera versió de producció del programa: la versió 1.1. Aquesta versió del programa fou llançada el mes de novembre de 2010 i va tindre una gran resposta positiva per part de la comunitat dels científics d'arxius cosa que alhora va atraure a més organitzacions arxivístiques per al desenvolupament del programa.
Durant el 2010, Artefactual Systems va fer proves d'usabilitat a Toronto i Vancouver. Aquestes proves donaren lloc al tema de la interfície anomenat Trillium.
El mes de juny de 2011 aproximadament entre 150 i 200 institucions empraven ICA-AtoM. El desembre del mateix any es va llançar la versió 1.2.
Després de la versió 2.x passà a anomenar-se simplement AtoM.

## Característiques del programa
El programa es basà en Qubit, un programa que consisteix en una conjunt de ferramentes de gestió d'informació de caràcter genèric desenvolupat per la mateixa empresa que ICA-AtoM.
Des de la versió 1.1, les característiques del programa són: el "disseny basat en estàndards, el suport a la descripció jeràrquica, interfície multilingüe i contingut de bases de dades, enllaços permanents persistents als recursos i la importació i exportació normalitzada per a les descripcions i els registres d'autoritat.
Les tecnologies i estàndards incorporats des d'almenys la versió 1.2 són: la Norma Internacional General de Descripció Arxivística (ISAD(G)), Dublin Core, les Normes Canadenques per a la Descripció Arxivística, els registres d'autoritat seguint la ISAAR (CPF), el registre del repositori d'arxius ISDIAH, la descripció de funcions seguint la ISDF, els tesaures jeràrquics, la importació i exportació mitjançant els formats Encoded Archival Description (EAD), XML DC (per a descripcions arxivístiques), EncodedArchivalContextEAC (per als registres d'autoritat) i SKOS (per als tesaures).
El programa proporciona informació sobre les ferramentes que ofereix facilitant la coherència en la descripció arxivística.
La versió 1.2 incorporà les funcionalitats de la cerca avançada, el mòdul d'adhesió, la cerca i reemplaçament global, un mòdul de drets i la importació massiva en format XML. El mòdul d'adhesió permet el control sobre les adhesions al repositori i la cerca bàsica està basada en el motor de cerca de Zend Lucene i l'avançada permet cercar per camps. També afegí l'opció de controlar els donants de documents per a l'arxiu. El mòdul de drets aplica les metadades PREMIS.

## Rebuda
Díaz Majada (2015) va escriure una ressenya molt positiva respecte el programa.
Cerro Santiago (2015, p. 81) criticà positivament el programa, arribant a afirmar que és "un programa creat per professionals per a professionals". Així i tot, també enumerà els aspectes que considerà a millorar com la traducció al castellà, la rigidesa dels camps de dates, la falta de gestió de préstecs i consultes, defectes en la gestió d'ingressos, transferències i eliminacions, la impossibilitat de configurar els informes generats pel programa, la impossibilitat d'actualitzar la informació que es troba en un nivell del quadre de classificació perquè passe als altres nivells que haurien d'heretar-la, la impossibilitat de personalitzar els perfils per a cada usuari o grup d'aquests i considerà com a millorable la visualització i navegació de l'arbre jeràrquic de fons i nivells inferiors quan hi ha molts registres.